# 弗德村 (亞利桑那州)
弗德村（英語：Verde Village）是位於美國亞利桑那州亞瓦派縣的一個人口普查指定地區。根據2010年美國人口普查，該地人口為10610人，而該地的面積約為18.03平方千米。

## 地理
弗德村的座標為34°42′30″N 111°59′33″W / 34.70833°N 111.99250°W，而該地最高點為海拔高度1010米（即3314英尺）。